# Ulanovski
Ulanovski - Улановский (rus) - és un khútor del krai de Krasnodar, a Rússia. Es troba al Caucas Nord, a la vora dreta del riu Urup, afluent del riu Kuban, a 19 km al nord d'Otràdnaia i a 203 km al sud-est de Krasnodar.
Pertany al poble de Gussaróvskoie.